# Línia 9 del metro de Moscou

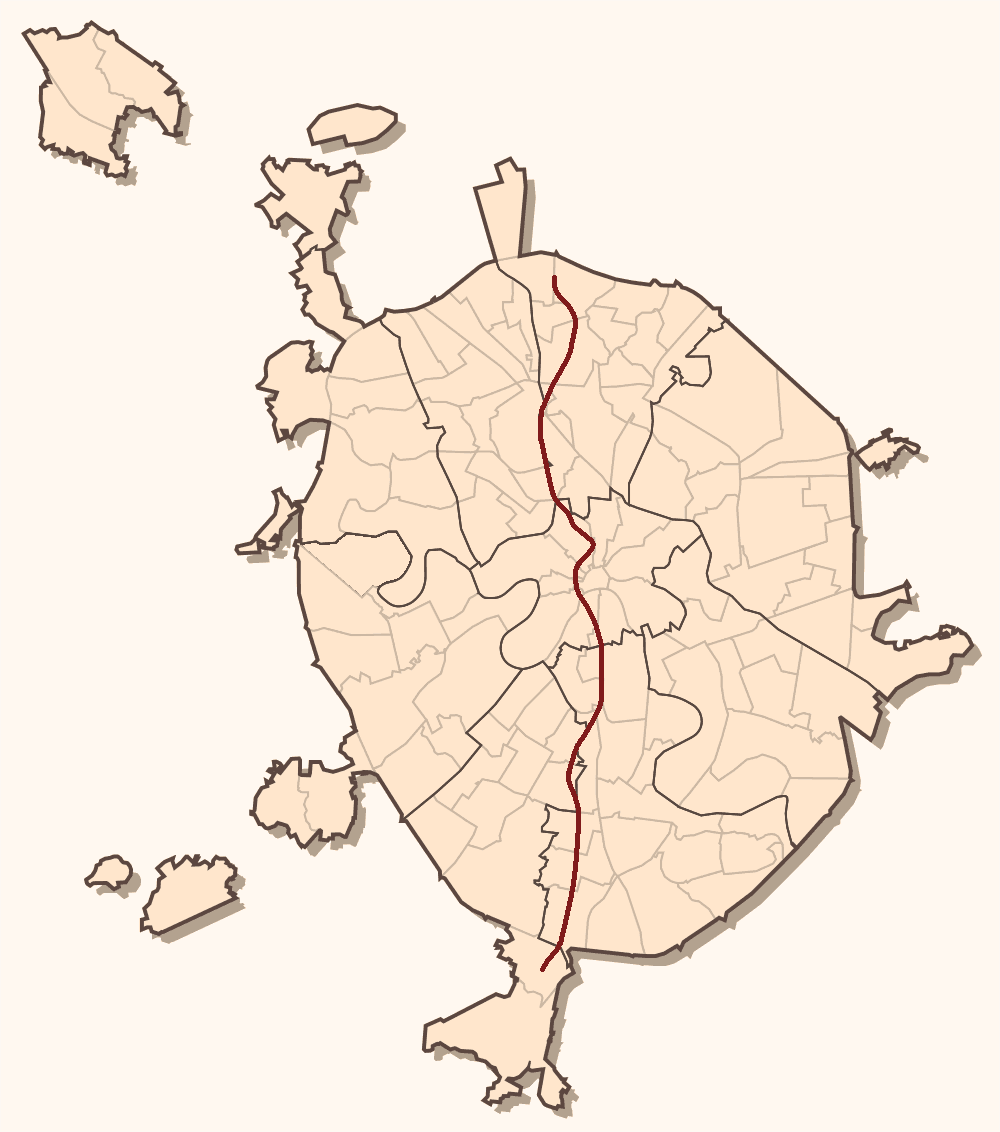
Mapa geogràfic de la línia

La Línia 9 o Línia Serpukhóvsko-Timiriàzevskaia (rus: Серпуховско-Тимиря́зевская ли́ния) és una línia de ferrocarril metropolità del metro de Moscou. Es va obrir el 1983 i es va ampliar a les dècades de 1980, 1990 i 2000. Té una longitud de 41,5 km, totalment soterrat, cosa que l'ha convertit en la segona línia de metro soterrada més llarga del món, després de la línia 5 del metro de Seül.